# Saint-Laurent-de-Gosse
 Saint-Laurent-de-Gosse  (en occitano Sent Laurenç de Gòssa) es una población y comuna francesa, situada en la región de Aquitania, departamento de Landas, en el distrito de Dax y cantón de Saint-Martin-de-Seignanx.

## Demografía
| 421 | 414 | 384 | 385 | 420 | 481 |
| Para los censos de 1962 a 1999 la población legal corresponde a la población sin duplicidades (Fuente: INSEE [Consultar]) |     |     |     |     |     |